# Mihály Károlyi
Mihály Ádám György Miklós Károlyi de Nagykároly (Budapeste, 4 de março de 1875 – Vence, 20 de março de 1955) foi um diplomata e político húngaro, que foi primeiro-ministro da República Democrática da Hungria entre 1 e 16 de novembro de 1918 e presidente entre 16 de novembro de 1918 e 21 de março de 1919.

## Carreira
Os seus cinco meses à frente do governo não serviram para resolver os graves problemas do país: não se conseguiu a reconciliação entre os magiares e as minorias do Estado, que levaram à partição do território; não se acabou com a penúria económica, que incluía desemprego e fome nas cidades, hiperinflação e a ânsia de uma reforma agrária no campo, que não se levou a cabo, apesar do exemplo de Károlyi, que repartiu parte das suas terras entre os camponeses. Também não se conseguiram realizar as eleições prometidas. A agitação extremista no interior uniu-se ao ataque ao país pelos estados vizinhos.
Na posterior era Horthy era persona non-grata na Hungria, tendo sido exilado.